# Szefatiasz
Szefatiasz (ur. po 1010 p.n.e. w Hebronie) – piąty syn izraelskiego króla Dawida. Jego matką była Abitala.
Przyszedł na świat w czasie, kiedy jego ojciec rezydował w Hebronie. Źródła biblijne nie przekazały więcej informacji na temat Szefatiasza.